# Еворський університет
Еворський університет (порт. Universidade de Évora, лат. Universitas Eborensis) — державний університет у Португалії. Розташований у Еворі. Заснований 1973 року. Наступник так званого єзуїтського Еворського університету, колегіуму Святого Духа (1559—1779), створеного з волі кардинала Енріке і папи Павла IV. Підпорядковується Міністерству науки, технології і вищої освіти. Вважається другим найстарішим університетом країни. Має кампуси в Еворі. Поділяється на такі школи (факультети): образотворчих мистецтв; науки і технологій; суспільних наук; сестринської справи. Має магістратуру й аспірантуру. При університеті діє ряд науково-дослідних інститутів. Абревіатура — UEv.

## Історія
- 1559—1779: Колегіум Святого Духа (порт. Colégio do Espírito Santo)
- з 1973: Еворський університет

## Школи
- Школа образотворчих мистецтв
- Школа науки і технологій
- Школа суспільних наук
- Школа сестринської справи